# Dama de la Garrotxa
La Dama de la Garrotxa és una obra de Mieres (Garrotxa) situada en límit municipal amb Sant Aniol de Finestres. Està protegida com a Bé Cultural d'Interès Local.

## Descripció
És una escultura realitzada per l'artista Piculives (Josep Bosch i Puy, Arbúcies, 1937 - Girona, 1998) al costat del poblat ibèric situat a la carena de la serra de Finestres que separa, la vall de la Llémena de la cubeta de Mieres. L'accés actual es realitza per un camí forestal que connecta la vila de Mieres i el municipi de Sant Aniol de Finestres.
La peça mesura 1,85 m d'alçada i un metre d'amplada a la part central. Representa una figura femenina de grans dimensions, amb la mirada perduda a l'infinit, una trena que li cau pel costat esquerre i un gran collar al coll, fet amb fulles i un gran nombre de fruits, destacant les pomes i les peres. El vestit està arrapat al cos, llevat d'un gran plec a la part baixa que deixa veure una tela amb motius geomètrics. Està col·locada damunt un basament de graons, el darrer d'ells decorat amb caps i motius florals als angles.
En aquesta peça es poden apreciar alguns dels trets més característics de l'escultor, com ara la voluminositat, arrodoniment i equilibri de les formes; l'ús de grans blocs de pedra; o l'al·lusió al cicle vital, representat per una gran dona, emulant les dames prehistòriques.

## Història
Aquesta escultura fou ubicada en aquest lloc en record de l'arqueòleg Miquel Oliva i Prats, que va treballar molts anys a l'excavació del poblat ibèric, tal com consta a la placa inaugurada el 22 d'octubre de 1978 i realitzada per l'escultor Piculives.

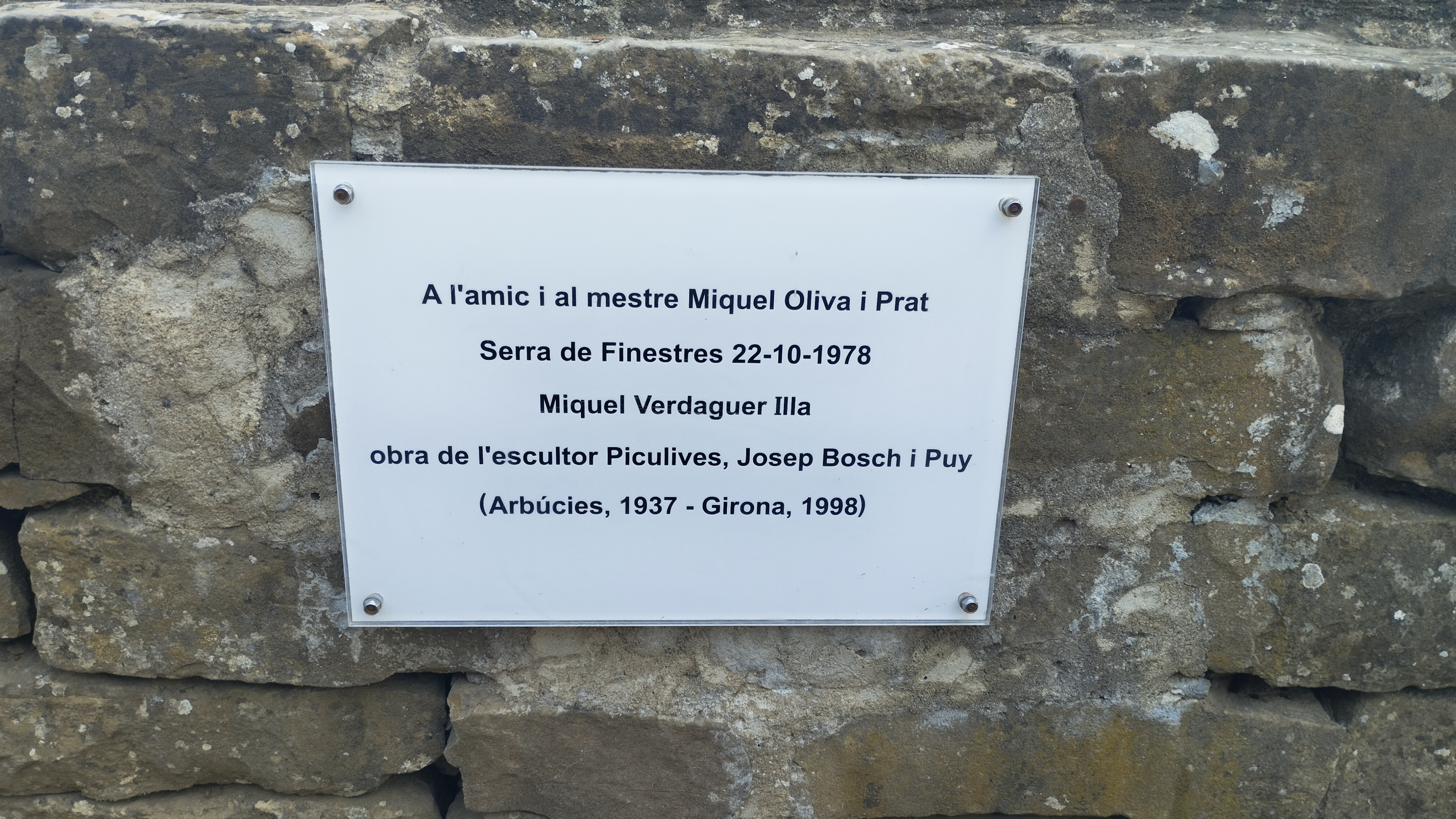
Placa de la Dama de la Garrotxa

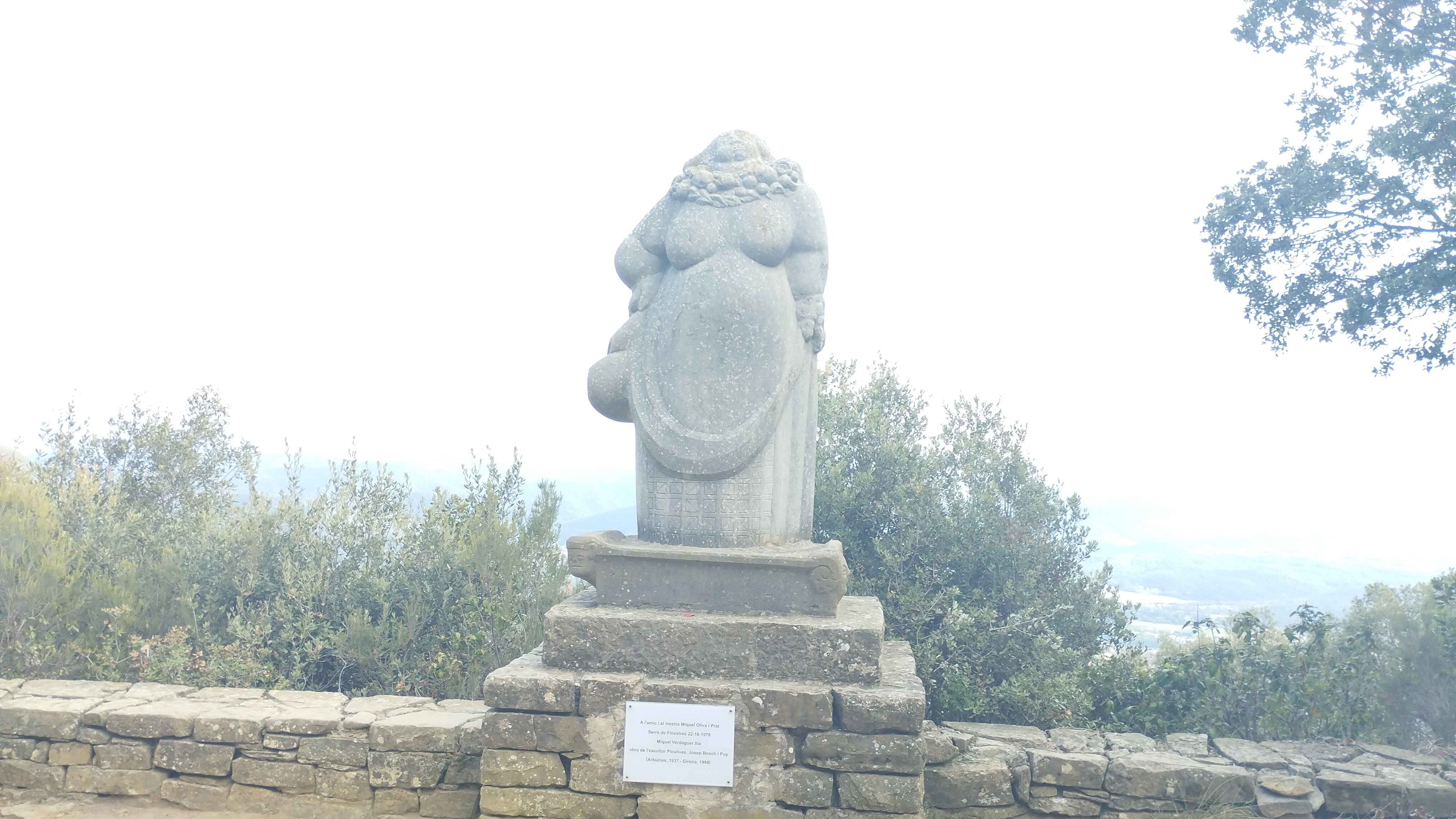
La Dama de la Garrotxa